# Plexippus scleroepigynalis
Espèce
Plexippus scleroepigynalis est une espèce d'araignées aranéomorphes de la famille des Salticidae.

## Distribution
Cette espèce est endémique de la province du Fars en Iran,. Elle se rencontre vers Dasht-e-Arjan.

## Description
La carapace de la femelle holotype mesure 4,30 mm de long sur 3,05 mm et l'abdomen 4,20 mm de long sur 3,15 mm.

## Systématique et taxinomie
Cette espèce a été décrite par Logunov en 2023.

## Publication originale
- Logunov, 2023 : « On the jumping spiders (Araneae: Salticidae) from Iran collected by Antoine Senglet (1927–2015). » Arachnology, vol. 19, no 4, p. 732-768.